# Fluorescein
Fluorescein (ponekad i fluorescin) je organski spoj i bojilo. Dostupan je u obliku tamno narančastocrvenog praha (kristala) slabo topivog u vodi i alkoholu. Široko se koristi kao fluorescentno bojilo za mnoge primjene, a posebno za pronalaženje i prepoznavanje oštećenja na površini oka (fluoresceinska angiografija). Fluorescein je fluorofor koji se obično koristi u mikroskopiji, kao boja za laser i medij za pojačanje, u forenzici i serologiji za otkrivanje latentnih mrlja od krvi i u traženju boja. Fluorescein ima maksimum apsorpcije svjetlosti na 494 nm, a maksimum emisije 512 nm (u vodi). Glavni derivati su fluorescein izotiocijanat (FITC) i, u sintezi oligonukleotida, 6-FAM fosforamidit.
Boja njegove vodene otopine se mijenja od zelene do narančaste u ovisnosti o načinu na koji se opaža: refleksijom ili prijenosom, što se može primijetiti na primjer u razini mjehurića, u kojoj se fluorescein dodaje kao bojilo u alkoholno punjenje cijevi kako bi se povećala vidljivost mjehurića zraka koji se nalazi u njoj (čime se poboljšava preciznost instrumenta). Koncentriranije otopine fluoresceina mogu čak izgledati crvene. Nalazi se na popisu osnovnih lijekova Svjetske zdravstvene organizacije.

## Ksantenska bojila
Ksantenska bojila formalno su ciklički analozi di- i trifenilmetanskih spojeva; u njima su dva aromatska prstena spojena jednim atomom kisika u orto-položaju prema metanovom ugljiku. Teorijski se izvode od heterocikličkog sistema ksantena, dibenzo-y-pirana, ali se od njega ne pripravljaju. Sam ksanten je bezbojan, no derivati s auksokromnim grupama u molekuli su obojeni. Prema supstituentima koji se nalaze u molekuli dijele se ksantenska bojila u tri podgrupe. Prva sadrži hidroksi-derivate, druga amino-derivate, a treća amino-hidroksi-derivate. Kromofor je ovih bojila u slučaju aminoderivata rezonantni hibrid oksonijskog, amonijskog i karbonijskog oblika molekule (I, II, III). Hidroksi-derivati se gubitkom protona stabiliziraju dajući električki nenabijen sistem čiji je kromofor kinonoidna struktura IV.
Ova su bojila i po svojstvima bojenja bliza arilmetanskim bojilima. Obojenja koja se njima postižu vrlo su čista i jarka. Najbrojnije su zastupana crvena i ružičasta s nekoliko žutih i ljubičastih. Neka od ovih bojila snažno fluoresciraju u otopini, pa i na obojenom materijalu. I u ovoj se grupi nalaze bojeni lakovi pripremljeni taloženjem s fosfor-volfram-molibdenskom kiselinom. Niz crvenih i narančastih bojila ove skupine važan je za bojenje kozmetičkih preparata, živežnih namirnica i ljekovitih pripravaka.
Među značajnije predstavnike ksantenskih bojila ide sulforodamin B, C.I. 45100; priprema se tako da se kondenzira benzaldehid-2,4-disulfonska kiselina s m-dietilaminofenolom, produkt dehidrira sumpornom kiselinom, oksidira željeznim kloridom i prevede u natrijevu sol. Rodamin B, C.I. 45170, jedno od prvih bojila ove grupe, dobiva se kondenzacijom anhídrida ftalne kiseline s m-dietilaminofenolom; ako se kao aminska komponenta upotrijebi 3-etilamino-p-krezol i tako nastali produkt esterificira alkoholom, nastaje rodamin 6G, C. I. 45160. Echtsáureviolett ARR, C.I. 45190, dobiva se obradom fluoresceina fosfornim trikloridom, kondenzacijom tako nastalog 3',6'-diklorfluorana s o-toluidinom i sulfuriranjem. Fluorescein, C. I. 45350, priprema se kondenzacijom anhídrida ftalne kiseline s rezorcinom. Njegove alkalne soli, poznate pod imenom uranin neobično jako fluoresciraju u otopini (i u razređenju 1 : 40 000 000), pa se stoga upotrebljavaju za označavanje i ispitivanje vodenih tokova. Bromiranjem fluoresceina priprema se tetrabromfluorescein, eozin G, C.I. 45380, a jodiranjem dijodfluorescein, Eritrozin 6G, C. I. 45425. Coerulein S, C.I. 45510, nastaje obradom Galleina (C.I. 45445) koncentriranom sumpornom kiselinom. Gallein se dobiva kondenzacijom pirogalola ili galne kiseline s anhidridom ftalne kiseline.

## Slike
|                      |                                              |                                   | |
| Fluorescein u prahu. | Kapi fluorosceina kapaju se za očni pregled. | Fluorescein pod UV osvjetljenjem. | Svemirska letjelica "Gemini 4" ispušta florescein u vodu, kako bi pomogla pronalaženje mjesta slijetanja (lipanj 1965.). |